# Martini (geslacht)

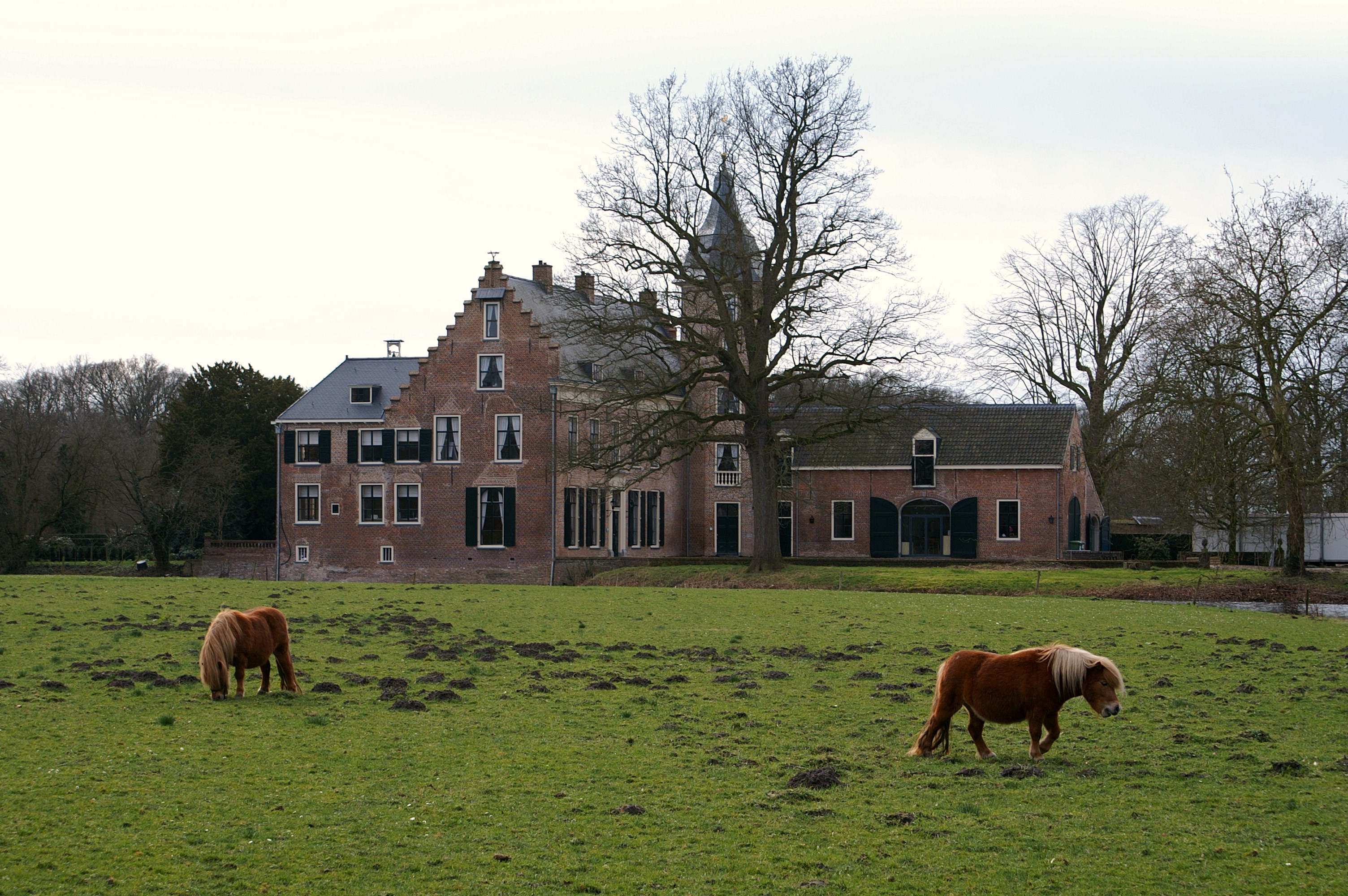
Kasteel Zwijnsbergen

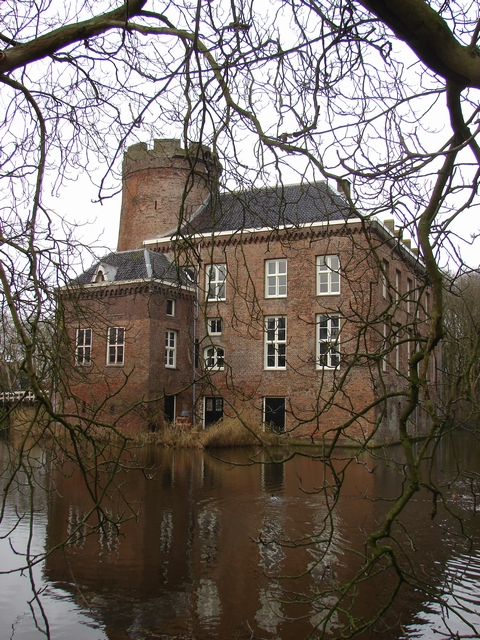
Kasteel Loenersloot

Martini (ook: Martini Buys en: Martini van Geffen) is een van oorsprong uit Buer (bij Kleef) afkomstig geslacht waarvan leden sinds 1822 tot de Nederlandse adel behoren.

## Geschiedenis
De stamreeks begint met Thonnis Martens die omstreeks 1580 in Buer werd geboren, kuiper was en zich voor 1634 te Wesel vestigde; hij overleed in 1661. Zijn kleinzoon dr. Anthoni Martini (1654-1730) vestigde zich als predikant in de Nederlanden en werd in 1718 eigenaar van kasteel Zwijnsbergen; zijn kleinzoon trouwde in 1757 met Eva Maria Adriana Buys waarna nageslacht de naam Martini Buys aannam. Nadat ook de heerlijkheid Geffen in de familie kwam, noemde een tak zich Martini van Geffen.
Na huwelijk in 1791 kwam kasteel Loenersloot in de familie en nakomelingen bleven tot eind van de 20e eeuw eigenaar van Loenersloot.
Bij Koninklijk Besluit van 29 augustus 1822 werd Hendrik Bernard Martini (1768-1848) verheven in de Nederlandse adel; bij KB van 3 januari 1844 Antonie Adriaan Martini Buys (1798-1873). In 1997 stierf het geslacht in mannelijke lijn uit.

## Enkele telgen
Dr. Anthoni Martini, heer van Zwijnsbergen (1654-1730), predikant; trouwde in 1683 Geertruyd Buys (1659-1724)
- Mr. Hendrik Bernard Martini, heer van Zwijnsbergen (1693-1776), schepen en president-schepen van 's-Hertogenbosch
  - Mr. Antonie Martini, heer van Zwijnsbergen (1728-1800) raad, tweede en eerste pensionaris van 's-Hertogenbosch, lid van de Nationale Vergadering (1796); trouwde in 1757 Eva Maria Adriana Buys (1735-1811)
    - Mr. Paulus Hubert Martini Buys (1765-1836), lid raad en vroedschap van Amsterdam, verkreeg in 1776 naamstoevoeging tot Martini Buys; trouwde in 1791 Geertruid Johanna Anthonia Strick van Linschoten, vrouwe van Loenersloot, Oucoop en ter Aa (1767-1843), lid van de familie Strick van Linschoten
      - Jhr. mr. Antonie Adriaan Martini Buys, heer van Loenersloot, Oucoop en ter Aa (1798-1873), advocaat
        - Jhr. ir. Paulus Hubert Martini Buys, heer van Loenersloot, Oucoop en ter Aa (1835-1915), lid gemeenteraad van Rotterdam, hoogheemraad
          - Jhr. Antonie Adriaan Martini Buys, heer van Loenersloot, Oucoop en ter Aa (1866-1948), scheepsmakelaar
            - Jkvr. Magdalena Ferdinanda Maria Martini Buys (1909-1997), laatste bewoonster van kasteel Loenersloot; trouwde in 1952 (echtscheiding 1958) met Reinoud Gerard Steven baron van Nagell, heer van Rhemenshuizen (1896-1968), inspecteur van politie, expediteur
            - Jhr. Paulus Hubert Martini Buys, heer van Loenersloot, Oucoop en ter Aa (1913-1997) commissionair in effecten, laatste mannelijke telg van het geslacht
              - Jkvr. Catharina Petronella Gerarda Martini Buys (1957), met haar zus de laatste telgen van het geslacht
              - Jkvr. Antonia Adriana Elisabeth Martini Buys (1961), met haar zus de laatste telgen van het geslacht

          - Jkvr. Wilhelmina Fredrika Martini Buys (1871-1953); trouwde in 1898 met jhr. Frans Alexander Evert Lodewijk Smissaert (1862-1944), kunstschilder

    - Jhr. mr. Hendrik Bernard Martini (1768-1848), lid Grote Vergadering van Notabelen (1814), lid van de Eerste Kamer
      - Jhr. Antoni Martini, heer van Geffen (1791-1869), lid provinciale staten van Noord-Brabant
        - Jkvr. Willemina Martini van Geffen (1818-1898); trouwde in 1843 met Jhr. Charles Pierre de Senarclens de Grancy (1815-1878), burgemeester van Esch
        - Jhr. Frans Willem Hendrik Pieter Jan Martini van Geffen (1832-1883), burgemeester van Soest, burgemeester van Sloten (N.H.)

      - Jhr. Eve Marius Martini Buys (1796-1863), diplomaat
      - Jhr. Pierre Jean Guillaume Martini (1807-1877), rentmeester kroondomein
        - Jkvr. Anna Ernestine Martini (1861-1918); trouwde in 1883 met Otto baron van Wassenaer (1850-1911), burgemeester van Gorssel